# U 25 (U-Boot, 1914)
U 25 war ein U-Boot der deutschen Kaiserlichen Marine.

## Bau und Indienststellung
Das Boot war ein sogenanntes Zweihüllenboot, als Hochseeboot in einem Amtsentwurf konzipiert. Der Auftrag zum Bau des Bootes wurde am 18. März 1911 der Germaniawerft in Kiel erteilt. Am 7. Mai 1912 wurde es auf Kiel gelegt und der Stapellauf erfolgte am 12. Juli 1913. Die Indienststellung erfolgte am 9. Mai 1914 unter dem Kommando von Kapitänleutnant Otto Wünsche.

## Technik
Das U-Boot war 64,7 m lang und 6,32 m breit und hatte einen Tiefgang von 3,45 m sowie eine Verdrängung von 669 Tonnen über und 864 Tonnen unter Wasser. Die Besatzung bestand aus 35 Mann, davon vier Offiziere. Die Maschinen für die Überwasserfahrt waren zwei Sechs-Zylinder-Zweitakt Dieselmotoren mit zusammen 1.324 kW (1.800 PS) und wurden auf der Germaniawerft in Kiel gebaut. Zur Unterwasserfahrt kamen zwei SSW-Doppel-Modyn-Elektromotoren mit zusammen 883 kW (1.200 PS) zum Einsatz. Damit waren Geschwindigkeiten von 16,7 kn über Wasser bzw. 10,3 kn unter Wasser möglich. Der Aktionsradius des Boots betrug bis zu 9910 NM bei Überwasserfahrt. Bei getauchter Fahrt mit 5 kn Marschgeschwindigkeit wurden bis zu 85 NM erreicht. Die maximale Tauchtiefe betrug 50 Meter. Die sechs mitgeführten Torpedos konnten über zwei Bug- und zwei Heckrohre verschossen werden. Das 8,8-cm-Geschütz wurde 1916 durch ein weiteres 8,8-cm-Geschütze ergänzt.

## Einsätze und Verbleib
U 25 unternahm insgesamt 14 Feindfahrten, auf denen es 21 Handelsschiffe der Entente und neutraler Staaten mit einer Gesamttonnage von 14.126 BRT versenkte. Nach anderen Quellen waren es drei Kriegseinsätze, bei welchen noch zusätzlich ein Schiff mit 163 BRT beschädigt wurde.
Nach Beendigung des Krieges wurde U 25 am 23. Februar 1919 an Frankreich ausgeliefert und 1921/22 in Cherbourg abgewrackt.

### Versenkte Schiffe (Auswahl)
Die folgende Liste enthält Schiffe mit einer Tonnage von jeweils mehr als 1000 BRT, die von U 25 versenkt wurden:
- Britischer Dampfer Guido (2.093 BRT) am 8. Juli 1915[10]
- Norwegischer Kohledampfer Nordaas (1.110 BRT) am 9. Juli 1915[11]
- Norwegisches Segelschiff Norman (1.060 BRT) am 7. August 1915[12]
- Norwegischer Transporter Albis (1.431 BRT) am 14. August 1915[13]
- Norwegischer Dampfer Bras (1.851 BRT) am 19. August 1915[14]

## Kommandanten
| Dienstgrad      | Name                       | von                | bis                |
| --------------- | -------------------------- | ------------------ | ------------------ |
| Kapitänleutnant | Otto Wünsche               | 9. Mai 1914        | 15. September 1915 |
| Kapitänleutnant | Alfred Saalwächter         | 16. September 1915 | 22. Oktober 1917   |
| Kapitänleutnant | Emil Heusinger von Waldegg | 23. Oktober 1917   | 29. Dezember 1917  |